# ボギスラフ5世 (ポメラニア公)
ボギスラフ5世（ボギスラフ5せい、ドイツ語：Bogislaw V., 1318年ごろ - 1374年4月23日）またはボグスワフ5世（ポーランド語：Bogusław V）は、ポメラニア公。大公（Wielki）と呼ばれる。

## 生涯
ボギスラフ5世はヴァルティスラフ4世とエリーザベト・フォン・リンドウ＝ルッピンの長男で、弟にバルニム4世およびヴァルティスラフ5世がいる。1326年に父ヴァルティスラフ4世が死去した後、兄弟で共同統治者となった。ボギスラフ5世らはドイツ騎士団と対抗するためポーランド王カジミェシュ3世と同盟を結び、カジミェシュ3世の娘エルジュビェタはボギスラフと結婚した。1361年にエルジュビェタは死去し、翌1362年にブラウンシュヴァイク＝グルベンハーゲン公エルンスト1世の娘エリーザベトと結婚した。
1366年のバルニム4世の死によりボギスラフ5世とヴァルティスラフ5世の対立が起こったが、1368年に条約が結ばれ、ボギスラフ5世、ヴァルティスラフ5世およびバルニム4世の息子ボギスラフ6世とヴァルティスラフ6世の間でポメラニア公領は分割されたことで解決した。ボギスラフ5世はポメラニア＝ヴォルガストのうち東ポメラニアの大部分を受け取り、ポメラニア＝シュトルプ公（シュトルプ、現在のスウプスクから名付けられた）となった。弟ヴァルティスラフ5世はノイシュテッティン（現在のシュチェチネク）を受け取り、バルニム4世の息子たちはリューゲン島、ウーゼドム島とともに北西ポメラニアを得た。
ボギスラフの娘エリーザベトは1363年に神聖ローマ皇帝・ボヘミア王カール4世と結婚し、1370年にボギスラフは婿であるカール4世と同盟を結んだ。

## 結婚と子女
1343年2月28日、ボギスラフはエルジュビェタ・カジミェジュヴナと結婚した。エルジュビェタはポーランド王カジミェシュ3世とアルドナ・オナ・ゲディミナイテの娘であった。2人の間には2子が生まれた。
- エリーザベト（1347年 - 1393年） - 神聖ローマ皇帝カール4世と結婚[4]
- カシミール4世（1351年頃 - 1377年）[3] - ポメラニア公

エルジュビェタは1361年に死去し、翌1362年にブラウンシュヴァイク＝グルーベンハーゲン公エルンスト1世とアーデルハイト・フォン・エーフェルスタインの娘アーデルハイトと結婚した。2人の間には4子が生まれた。
- ヴァルティスラフ7世（1363/5年 - 1395年） - ポメラニア公
- ボギスラフ8世（1363年頃 - 1418年） - ポメラニア公
- マルガレーテ（1366年 - 1407/10年） - オーストリア公エルンストと結婚
- バルニム5世（1369年 - 1402年） - ポメラニア公